# Schwarze Korallen
Die Schwarzen Korallen (Antipatharia), wegen ihres stacheligen, organischen Skeletts auch Dörnchenkorallen genannt, sind eine weltweit verbreitete Ordnung der Blumentiere (Anthozoa). Meistens leben sie in tropischen Meeren in Tiefen über 100 Metern. Im flachen Wasser lebende Arten wachsen meist in Höhlen. Sie bilden immer Kolonien. Derzeit kennt man etwa 235 Arten, die in sieben Familien mit über 40 Gattungen eingeordnet werden.

## Merkmale
Die kleinen, 1 bis 1,5 mm im Durchmesser messenden Polypen haben sechs Tentakel und ernähren sich von winzigen planktonischen Organismen. Die Kolonien sind strauch-, feder- oder fächerförmig, Cirrhipathes spiralis sieht aus wie eine Peitsche, deren Ende spiralig aufgerollt ist. Die verwandte Art Cirrhipathes rumphii ist mit 6 Meter Höhe die größte Art.
Das braune oder schwarze Skelett besteht aus einer sehr harten, hornartigen, proteinhaltigen Substanz. Es wird bei einigen Arten, vor allem das der Gattung Antipathes, zu Schmuckstücken verarbeitet. Das lebende Gewebe kann eine Vielzahl von hellen Farben annehmen, einschließlich weiß. In letzter Zeit wurden die Bestände so stark ausgebeutet, dass sie vielerorts verschwunden sind. In einigen Ländern sind sie deswegen geschützt.
Lebende Exemplare der Gattung Leiopathes wurden vor Hawaii auf ein Alter von 4265 Jahren datiert.

## Systematik
Nach den Revisionen von Dennis Opresko in einer Reihe von Publikationen von 2001 bis 2006 besteht die Ordnung Antipatharia nun aus sieben Familien:

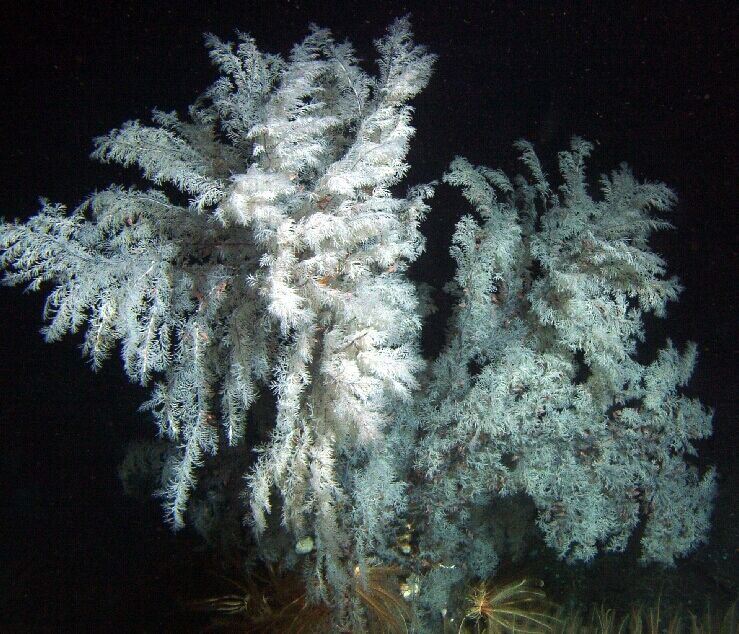
Antipathes dendrochristos

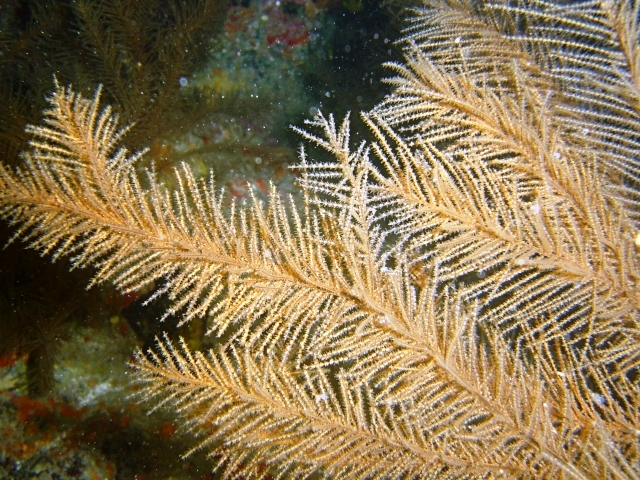
Antipathella wollastoni

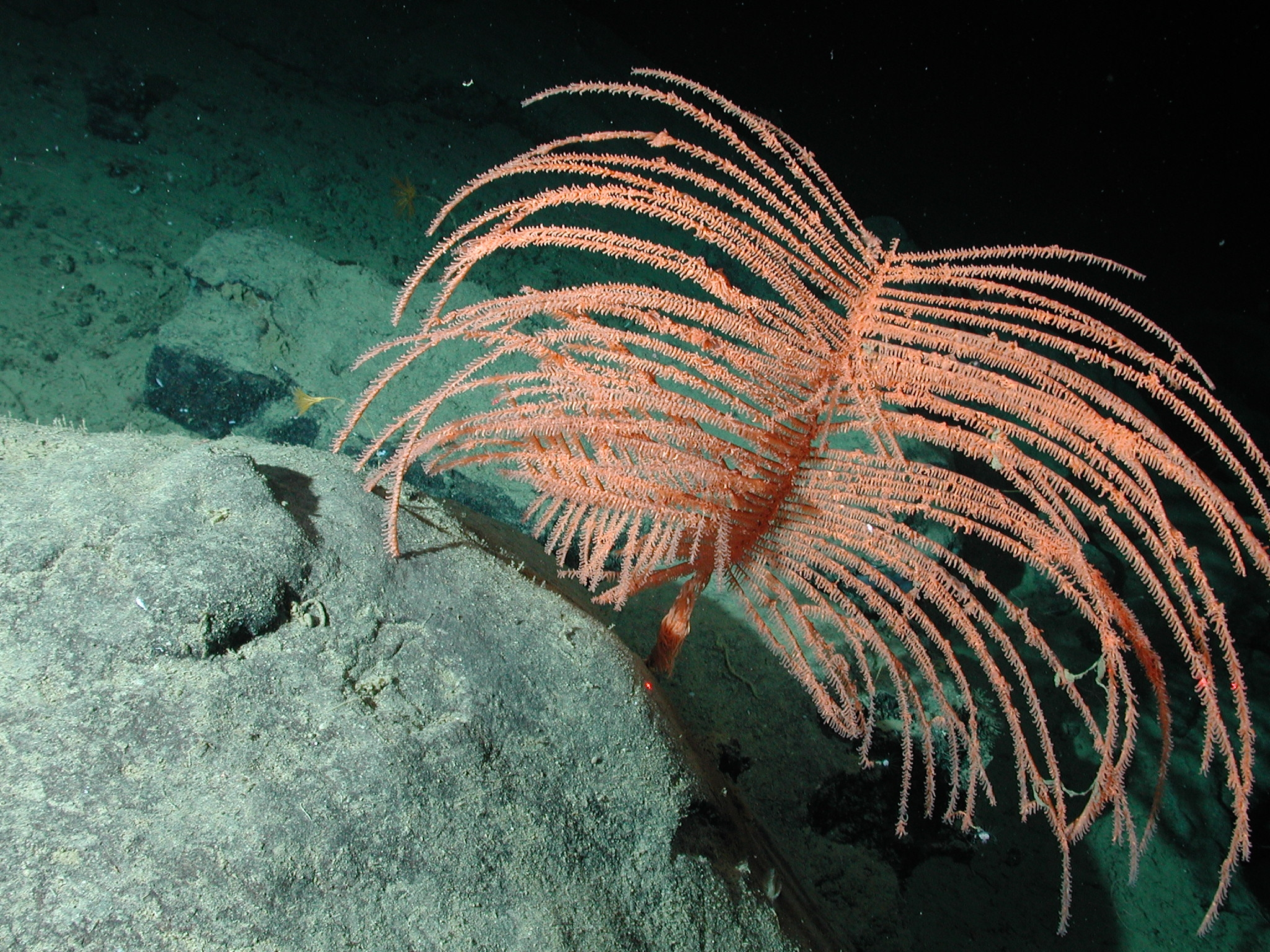
Bathypathes sp.

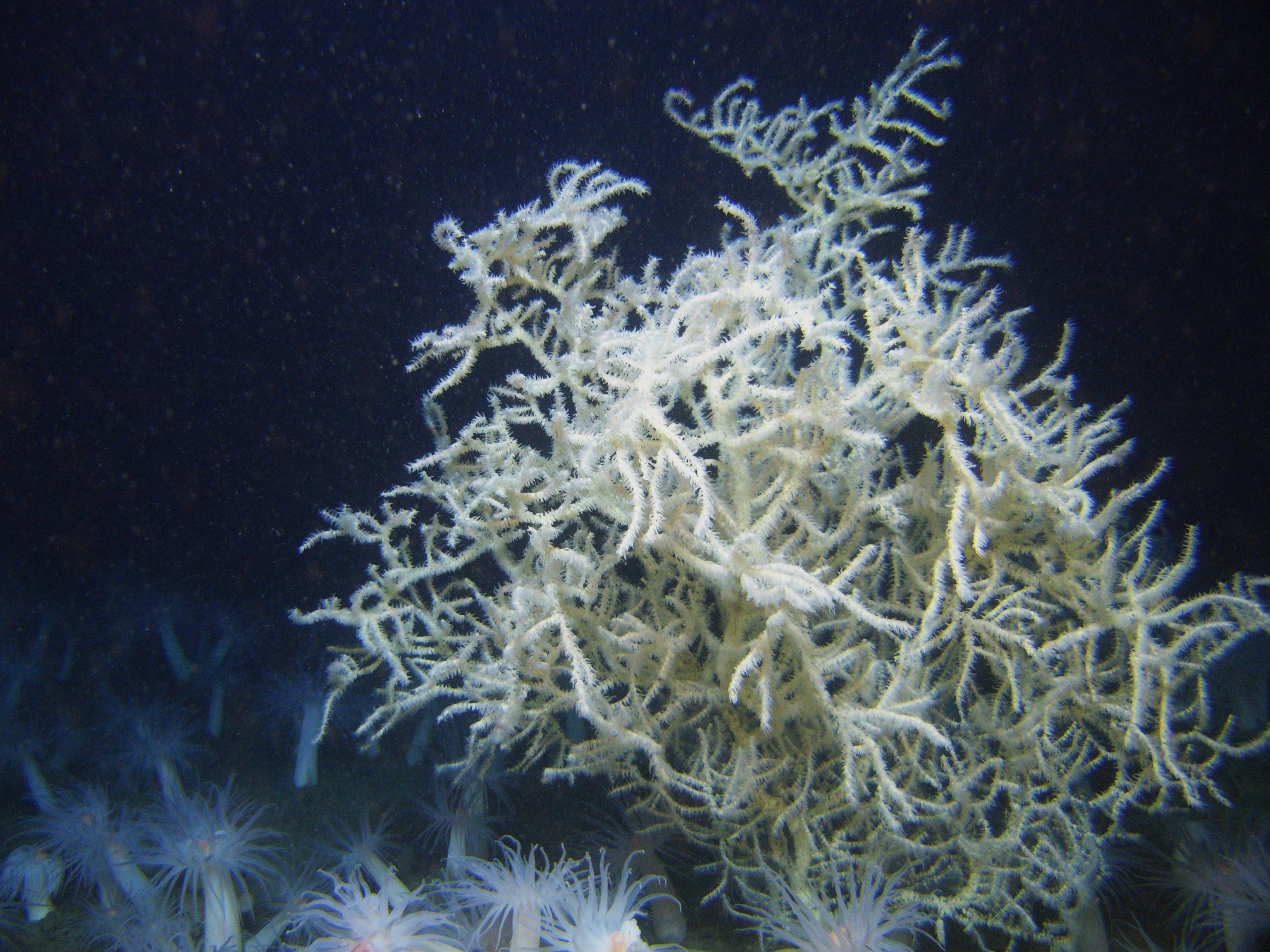
Leiopathes glaberrima

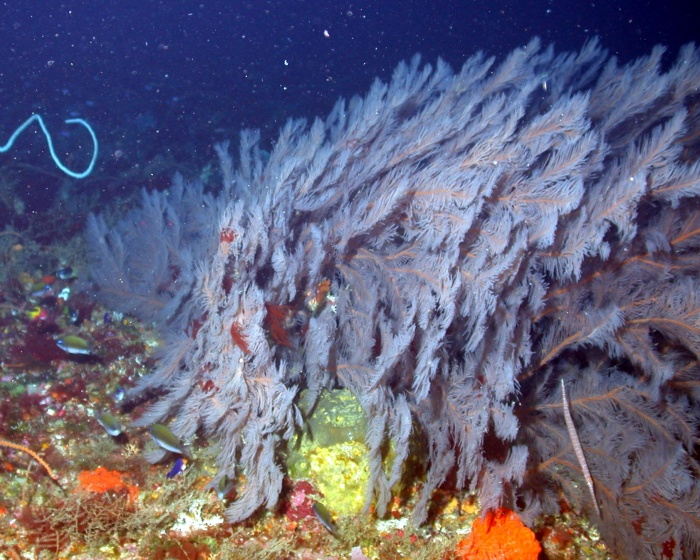
Plumapathes sp.

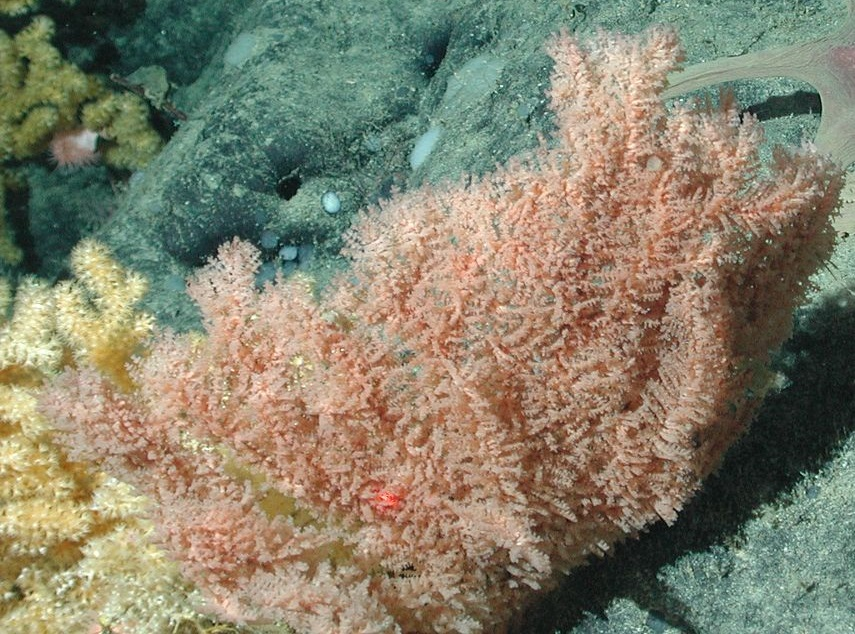
Trissopathes sp.

- Ordnung Antipatharia Milne Edwards & Haime, 1857
  - Familie Antipathidae Ehrenberg, 1834
    - Gattung Antipathes Pallas, 1766
    - Gattung Allopathes Opresko & Cairns, 1994
    - Gattung Drahtkorallen (Cirrhipathes de Blainville, 1830)
    - Gattung Stichopathes Brook, 1889

  - Familie Aphanipathidae Opresko, 2004[2]
    - Unterfamilie Aphanipathinae Opresko, 2004
      - Gattung Aphanipathes Brook, 1889
      - Gattung Pteridopathes Opresko, 2004
      - Gattung Tetrapathes Opresko, 2004
      - Gattung Asteriopathes Opresko, 2004
      - Gattung Phanopathes Opresko, 2004

    - Unterfamilie Acanthopathinae Opresko, 2004
      - Gattung Acanthopathes Opresko, 2004
      - Gattung Rhipidipathes Milne Edwards & Haime, 1857
      - Gattung Distichopathes Opresko, 2004
      - Gattung Elatopathes Opresko, 2004

  - Familie Cladopathidae Kinoshita, 1910[3]
    - Unterfamilie Cladopathinae Kinoshita, 1910
      - Gattung Cladopathes Brook, 1889
      - Gattung Chrysopathes Opresko, 2003
      - Gattung Trissopathes Opresko, 2003

    - Unterfamilie Hexapathinae Opresko, 2003
      - Gattung Hexapathes Kinoshita, 1910
      - Gattung Heliopathes Opresko, 2003

    - Unterfamilie Sibopathinae Opresko, 2003
      - Gattung Sibopathes van Pesch, 1914

  - Familie Leiopathidae Haeckel, 1896
    - Gattung Leiopathes Haime, 1849

  - Familie Myriopathidae Opresko, 2001[4]
    - Gattung Myriopathes Opresko, 2001
    - Gattung Cupressopathes Opresko, 2001
    - Gattung Tanacetipathes Opresko, 2001
    - Gattung Plumapathes Opresko, 2001
    - Gattung Antipathella Brook, 1889

  - Familie Schizopathidae Brook, 1889[5]
    - Unterfamilie Schizopathinae Brook, 1889
      - Gattung Schizopathes Brook (1889),
      - Gattung Bathypathes Brook, 1889
      - Gattung Stauropathes Opresko, 2002
      - Gattung Abyssopathes Opresko, 2002
      - Gattung Saropathes Opresko, 2002
      - Gattung Dendrobathypathes Opresko, 2002

    - Unterfamilie Parantipathinae Opresko, 2002
      - Gattung Parantipathes Brook, 1889
      - Gattung Taxipathes Brook, 1889
      - Gattung Lillipathes Opresko, 2002
      - Gattung Umbellapathes Opresko, 2005[6]
      - Gattung Dendropathes Opresko, 2005[6]

  - Familie Stylopathidae Opresko, 2006[7]
    - Gattung Stylopathes Opresko, 2006
    - Gattung Tylopathes Brook, 1889
    - Gattung Triadopathes Opresko, 2006